# WASF2
WASF2‏ (WAS protein family member 2) هوَ بروتين يُشَفر بواسطة جين WASF2 في الإنسان.